# Championnats du monde de tennis de table double mixte
Les championnats du monde de tennis de table individuels ont lieu depuis 1926 et se tiennent tous les deux ans depuis 1957. Voici le palmarès de la compétition double mixte :

## Palmarès
| Année et lieu   | Vainqueurs                          | Finalistes                                  | Demi-finalistes                                                           |
| --------------- | ----------------------------------- | ------------------------------------------- | ------------------------------------------------------------------------- |
| 2025 Doha       | Wang Chuqin Sun Yingsha             | Maharu Yoshimura Satsuki Ōdō                | Wong Chun Ting Doo Hoi Kem Lim Jong-hoon Shin Yu-bin                      |
| 2023 Durban     | Wang Chuqin Sun Yingsha             | Hina Hayata Tomokazu Harimoto               | Wong Chun Ting Doo Hoi Kem Kuai Man Lin Shidong                           |
| 2021 Houston    | Sun Yingsha Wang Chuqin             | Tomokazu Harimoto Hina Hayata               | Lin Yun-Ju Cheng I-ching                                                  |
| 2019 Budapest   | Xu Xin Liu Shiwen                   | Maharu Yoshimura Kasumi Ishikawa            | Fan Zhendong Ding Ning Patrick Franziska Petrissa Solja                   |
| 2017 Düsseldorf | Maharu Yoshimura Kasumi Ishikawa    | Chen Chien-an Cheng I-ching                 | Fang Bo Petrissa Solja Wong Chun Ting Doo Hoi Kem                         |
| 2015 Suzhou     | Xu Xin Yang Ha-eun                  | Maharu Yoshimura Kasumi Ishikawa            | Doo Hoi Kem Wong Chun Ting Kim Hyok Bong Kim Jong                         |
| 2013 Paris      | Kim Hyok-bong Kim Jong              | Lee Sangsu Park Young-sook                  | Wang Liqin Rao Jingwen Cheung Yuk Jiang Huajun                            |
| 2011 Rotterdam  | Zhang Chao Cao Zhen                 | Hao Shuai Mu Zi                             | Seiya Kishikawa Ai Fukuhara Cheung Yuk Jiang Huajun                       |
| 2009 Yokohama   | Li Ping Cao Zhen                    | Zhang Jike Mu Zi                            | Hao Shuai Chang Chenchen Zhang Chao Yao Yan                               |
| 2007 Zagreb     | Wang Liqin Guo Yue                  | Ma Lin Wang Nan                             | Qiu Yike Cao Zhen Lai Chak Ko Tie Yana                                    |
| 2005 Shanghai   | Guo Yue Wang Liqin                  | Bai Yang Liu Guozheng                       | Cao Zhen Qiu Yike Guo Yan Yan Sen                                         |
| 2003 Paris      | Wang Nan Ma Lin                     | Bai Yang Liu Guozheng                       | Li Nan Wang Hao Niu Jianfeng Qin Zhijian                                  |
| 2001 Osaka      | Yang Ying Qin Zhijian               | Kim Moo-kyo Oh Sang-eun                     | Bai Yang Zhan Jian Jin Sun Liu Guoliang                                   |
| 1999 Eindhoven  | Zhang Yingying Ma Lin               | Jin Sun Feng Zhe                            | Wang Nan Wang Liqin Wang Ying Qin Zhijian                                 |
| 1997 Manchester | Wu Na Liu Guoliang                  | Deng Yaping Kong Linghui                    | Wang Nan Wang Liqin Jing Chen Chiang Peng-Lung                            |
| 1995 Tianjin    | Liu Wei Wang Tao                    | Deng Yaping Kong Linghui                    | Ryu Ji-hae Lee Chul-seung Marie Svensson Erik Lindh                       |
| 1993 Göteborg   | Liu Wei Wang Tao                    | Hyun Jung-hwa Yoo Nam-kyu                   | Bok Yu-sun Li Sung-il Qiao Yunping Ma Wenige                              |
| 1991 Chiba      | Liu Wei Wang Tao                    | Chen Zihe Xie Chaojie                       | Li Bun-hui Kim Song-Hui Otilia Bădescu Kalínikos Kreánga                  |
| 1989 Dortmund   | Hyun Jung-hwa Yoo Nam-kyu           | Gordana Perkučin Zoran Kalinic              | Chen Jing Chen Zhiein Gao Junchang Chen Longcan                           |
| 1987 New Delhi  | Geng Lijuan Hui Jun                 | Jiao Zhimin Jiang Jialiang                  | Guan Jianhua Wang Hao Yang Young-ja Ahn Jae-hyung                         |
| 1985 Göteborg   | Cao Yanhua Cai Zhenhua              | Mari Hrachová Jindrich Pansky               | Jiao Zhimin Fan Changmao Tong Ling Chen Xinhua                            |
| 1983 Tokyo      | Ni Xia Lian Guo Yuehua              | Tong Ling Chen Xinhua                       | Cao Yanhua Cai Zhenhua Huang Junqun Xie Saike                             |
| 1981 Novi Sad   | Huang Junqun Xie Saike              | Tong Ling Chen Xinhua                       | Huang Liang Pu Qijuan Branka Batinic Dragutin Šurbek                      |
| 1979 Pyongyang  | Ge Xinai Liang Geliang              | Yan Guili Li Zhenshi                        | Zhang Deying Wang Huiyuan Claude Bergeret Jacques Secrétin                |
| 1977 Birmingham | Claude Bergeret Jacques Secrétin    | Sachiko Yokota Tokio Tasaka                 | Yan Guili Li Zhenshi Lee Ki-won Lee Sang-kuk                              |
| 1975 Calcutta   | Tatiana Ferdman Stanislaw Gomoskow  | Jelmira Antonjan Sarkis Sarchojan           | Zhang Li Liang Geliang Yukie Ohzeki Shigeo Itō                            |
| 1973 Sarajevo   | Li Li Liang Geliang                 | Asta Stankene-Gedraitite Anatolij Strokatow | Cheng Huaiying Yu Changchun Alice Grofová-Chaldková Josef Dvoracek        |
| 1971 Nagoya     | Lin Huiching Chang Chihlin          | Maria Alexandru Anton Stipancic             | Mieko Fukuno Tokuyasu Nishii Diane Scholer-Rowe Eberhard Scholer          |
| 1969 Munich     | Yasuko Konno Nobuhiko Hasegawa      | Saeko Hirota Mitsuru Kōno                   | Mary Wright-Shannon Denis Neale Toshiko Kowada Shigeo Itō                 |
| 1967 Stockholm  | Noriko Yamanka Nobuhiko Hasegawa    | Naoko Fukazu Ken Konaka                     | Maria Alexandru Dorin Giurgiuca Soja Rudnowa Anatolij Amelin              |
| 1965 Ljubljana  | Masako Seki Koji Kimura             | Lin Huiching Chang Shihlin                  | Liang Lichen Zhuang Zedong Naoko Fukazu Ken Konaka                        |
| 1963 Prague     | Kazuko Ito-Yamaizumi Koji Kimura    | Masako Seki Keiichi Miki                    | Chiu Chunghui Zhuang Zedong Eva Földi-Koczian Janos Fahazi                |
| 1961 Pékin      | Kimiyo Matsuzaki Ichirō Ogimura     | Han Yuchen Li Fujung                        | Sun Meiying Wang Chuanyao Masako Seki Nobuya Hoshino                      |
| 1959 Dortmund   | Fujie Eguchi Ichirō Ogimura         | Kimiyo Matsuzaki Teruo Murakami             | Gizella Farkas Zoltán Berczik Sun Meiying Wang Chuanyao                   |
| 1957 Stockholm  | Fujie Eguchi Ichirō Ogimura         | Ann Haydon-Jones Ivan Andreadis             | Helen Elliot Ludvik Vyhnanovsky Taeko Namba Keisuke Tsunoda               |
| 1956 Tokyo      | Leah Neuberger-Thall Erwin Klein    | Ann Haydon-Jones Ivan Andreadis             | Ella Constantinescu-Zeller Toma Reieter Yoshiko Tanaka Motoo Fujii        |
| 1955 Utrecht    | Eva Földi-Koczian Kalman Szepesi    | Helen Elliot Aubrey Simons                  | Eliska Krejcová-Furstová Ladislav Stipek Shizuki Narahara Toshiaki Tanaka |
| 1954 Londres    | Gizella Farkas Ivan Andreadis       | Fujie Eguchi Yoshio Tomita                  | Ermelinde Rumpler-Wertl Zarko Dolinar Rosalind Rowe Viktor Barna          |
| 1953 Bucarest   | Angelica Rozeanu Ferenc Sidó        | Ermelinde Rumpler-Wertl Zarko Dolinar       | Eva Földi-Koczian László Földi Gizella Farkas József Koczian              |
| 1952 Bombay     | Angelica Rozeanu Ferenc Sidó        | Diane Scholer-Rowe Johnny Leach             | Gizella Farkas József Koczian Rosalind Rowe Viktor Barna                  |
| 1951 Wieden     | Angelica Rozeanu Bohumil Váňa       | Ermelinde Rumpler-Wertl Vilim Harangozo     | Rozsi Karpati József Koczian Diane Scholer-Rowe Johnny Leach              |
| 1950 Budapest   | Gizella Farkas Ferenc Soos          | Kveta Hrusková Bohumil Váňa                 | Eliska Krejcová-Furstová Ladislav Stipek Angelica Rozeanu Ivan Andreadis  |
| 1949 Stockholm  | Gizella Farkas Ferenc Soos          | Kveta Hrusková Bohumil Váňa                 | Patricia McLean Marty Reisman Margaret Franks Johnny Leach                |
| 1948 Londres    | Thelma Thall Richard Miles          | Vlasta Depetrisová Bohumil Váňa             | Dora Beregi Ferenc Sidó Angelica Rozeanu Richard Bergmann                 |
| 1947 Paris      | Gizella Farkas Ferenc Soos          | Vlasta Depetrisová Adolf Slar               | Margaret Franks Viktor Barna Davida Hawthorn William Holzrichter          |
| 1939 Le Caire   | Vera Votrubcová Bohumil Váňa        | Marie Kettnerová Vaclav Tereba              | Gertrude Pritzi Mansour Helmy Hilde Bussmann Marcel Geargoura             |
| 1938 Londres    | Wendy Woodhead László Bellak        | Vera Votrubcová Bohumil Váňa                | Gertrude Pritzi Alfred Liebster Marie Kettnerová Vaclav Tereba            |
| 1937 Baden      | Vera Votrubcová Bohumil Váňa        | Marie Kettnerová Stanislav Kolář            | Angelica Rozeanu Geza Eros Emily Fuller Abe Berenbaum                     |
| 1936 Prague     | Gertrude Kleinová Miloslav Hamr     | Mária Mednyánszky István Kelen              | Marie Smidová-Masaková Stanislav Kolář Annemarie Schulz Helmut Ulrich     |
| 1935 Londres    | Anna Sipos Viktor Barna             | Mare Kettnerová Stanislav Kolář             | Margaret Knott-Osborne Adrian Haydon Mária Mednyánszky Miklós Szabados    |
| 1934 Paris      | Mária Mednyánszky Miklós Szabados   | Anna Sipos Viktor Barna                     | Marie Smidová-Masaková Stanislav Kolář Kathleen Berry László Bellak       |
| 1933 Baden      | Mária Mednyánszky István Kelen      | Magda Gal Sandor Glancz                     | Annemarie Schulz Nikita Madjaroglou Anna Sipos Viktor Barna               |
| 1932 Prague     | Anna Sipos Viktor Barna             | Mária Mednyánszky Miklós Szabados           | Maria Maskaková Sandor Glancz Magda Gal Jaroslav Jilek                    |
| 1931 Budapest   | Mária Mednyánszky Miklós Szabados   | Anna Sipos Viktor Barna                     | Magda Gal Sandor Glancz Marta Komaromi László Bellak                      |
| 1930 Berlin     | Mária Mednyánszky Miklós Szabados   | Anna Sipos István Kelen                     | Ingeborg Carnatz Viktor Barna Magda Gal Sandor Glancz                     |
| 1929 Budapest   | Anna Sipos István Kelen             | Magda Gal László Bellak                     | Trude Wildam Alfred Liebster Maria Mednyanszky Zoltan Mechlovits          |
| 1928 Stockholm  | Mária Mednyánszky Zoltán Mechlovits | Erika Metzger Daniel Pecsi                  | Joan Ingram Charles Bull Winifred Land Fred Perry                         |
| 1926 Londres    | Mária Mednyánszky Zoltán Mechlovits | Roland Jacobi Linda Gleeson                 | Eduard Freunenheim Gertrude Wildam H.A. Bennet Winifred Land              |

## Record de victoires
| Cl | Joueurs                             | Titres | Années    |
| -- | ----------------------------------- | ------ | --------- |
| 1  | Liu Wei Wang Tao                    | 3      | 1991-1995 |
| 1  | Gizella Farkas Ferenc Soos          | 3      | 1947-1950 |
| 1  | Mária Mednyánszky Miklós Szabados   | 3      | 1930-1934 |
| 4  | Wang Chuqin Sun Yingsha             | 3      | 2021-2025 |
| 4  | Mária Mednyánszky Zoltán Mechlovits | 2      | 1926-1928 |
| 4  | Guo Yue Wang Liqin                  | 2      | 2005-2007 |
| 4  | Fujie Eguchi Ichirō Ogimura         | 2      | 1957-1959 |
| 4  | Angelica Rozeanu Ferenc Sidó        | 2      | 1952-1953 |
| 4  | Vera Votrubcová Bohumil Váňa        | 2      | 1937-1939 |
| 4  | Anna Sipos Viktor Barna             | 2      | 1932-1935 |